# Richard Piaty
Richard Piaty (* 24. September 1927 in Wien; † 29. Juli 2014) war ein österreichischer Politiker (ÖVP) und Mediziner.

## Leben
Richard Piaty wuchs im Burgenland auf, wo er von 1934 bis 1938 die Volksschule in Purbach am Neusiedler See besuchte. Nach der Matura am Bundesrealgymnasium in Eisenstadt im Jahr 1945 studierte Piaty an den Universitäten Wien und Graz Medizin. 1954 wurde er zum Dr. med. promoviert.
Nach einem Jahr, welches er im Krankenhaus der Barmherzigen Brüder in Eisenstadt gearbeitet hatte, wechselte Piaty 1955 ans Landeskrankenhaus Graz und schließlich 1968 ans Krankenhaus in Fürstenfeld, wo er als Primar die Leitung der Inneren Abteilung übernahm und schließlich Ärztlicher Direktor wurde. 1992 ging er in Pension.
Doch auch politisch engagierte sich Richard Piaty. 1945 bis 1948 war er Bezirks- und Landesobmann der Österreichischen Jugendbewegung sowie Vorsitzender der Österreichischen Hochschülerschaft der Universität Graz. 1962 wurde Piaty Präsident der Steirischen Ärztekammer sowie 1974 Präsident der Österreichischen Ärztekammer. Im Dezember 1975 kam Piaty landesweit in die Medien, da er wider standeswidriges Verhalten den Umfang der von Primarärzten lukrierten Sondergebühren bekannt gab.
In den zwölf Jahren, die er bis 1986 diese Funktion bekleidete, erlebte er von Ingrid Leodolter bis Franz Kreuzer vier Gesundheitsminister.
1970 wurde er für die ÖVP als Abgeordneter in den Steirischen Landtag gewählt, dem Piaty elf Jahre, bis 1981, angehören sollte. Im Oktober desselben Jahres wurde er in Wien als Mitglied des Bundesrats vereidigt. Er blieb Bundesrat bis August 1983. 1981 gründete Piaty mit Vincenz Liechtenstein und einigen anderen die kurzlebige „Aktion für Österreich“ als konservative pressure-group im Vorfeld der ÖVP. 1986 kam es zum endgültigen Bruch zwischen Piaty und der ÖVP; er trat aus der Partei aus. 1987 zog er deshalb mit seiner eigenen Liste „Frischer Wind“ in den Gemeinderatswahlkampf um die steirische Landeshauptstadt Graz. Mit einem weiteren Mandatar war Piaty danach fünf Jahre bis 1992 Gemeinderatsmitglied in Graz; ein Wiederwahlversuch im Jahr 1992 blieb erfolglos.
Richard Piaty war zudem Ritter im Ritterorden vom Heiligen Grab zu Jerusalem und Mitglied in der katholischen Mittelschulverbindung „Riegersburg“.

## Auszeichnungen
- Großes Goldenes Ehrenzeichen für Verdienste um die Republik Österreich
- Goldenes Ehrenzeichen für Verdienste um die Republik Österreich
- Großes Goldenes Ehrenzeichen des Landes Steiermark